# 幾內亞聯合航空141號班機空難
幾內亞聯合航空141號班機是幾內亞聯合航空（Union des Transports Aériens de Guinée）2003年12月25日一班几内亚科納克里 - 贝宁科托努 - 利比亚庫夫拉 - 黎巴嫩貝魯特 - 阿联酋杜拜的包機航班 。

## 原因
一架幾內亞聯合航空的波音727-223(註冊編號3X-GDO)從科托努起飛後，飛機衝出跑道的盡頭，撞擊一些地面建築，並墜毀在貝南灣。根據事故報告，幾內亞聯合航空141號班機嚴重超載。機上有151名乘客遇難，僅有12人倖存。